# Ургалан (аэропорт)
Ургалан — аэропорт в Аяно-Майском районе Хабаровского края возле горного массива Кондёр, где ведётся добыча металлов платиновой группы. В 2022 году аэродром Ургалан был исключён из реестра российских аэродромов гражданской авиации.

## Показатели деятельности
| год             | 2015 | 2016 | 2017 |
| тыс. пассажиров | 4,81 | 7,23 | 6,59 |
| Источники:      |      |      |      |